# Parc d'Otto-Iivari Meurman
Le parc d'Otto-Iivari Meurman (finnois : Otto-Iivari Meurmanin puisto) est un parc de 1,2 hectare du quartier de Käpylä à Helsinki en Finlande,.

## Présentation
Le parc de 1,2 hectare est bordé par Pohjolankatu et Kullervonkatu.
C'est à la fois un parc public et la cour de récréation de l'école primaire de Käpylä (fi).
La station de secours de Käpylä est située au sud-est du parc. La station a été construite en 1931 et rénovée en 2005.  
Le parc doit son nom au  professeur d’urbanisme Otto-Iivari Meurman.
Les maisons entourant le parc dans le vieux centre de Käpylä ont été construites dans les années 1950.
La rénovation du parc s'est achevée en 2005. Le parc a reçu une mention honorable lors du concours 2007 de la structure environnementale de l’année.

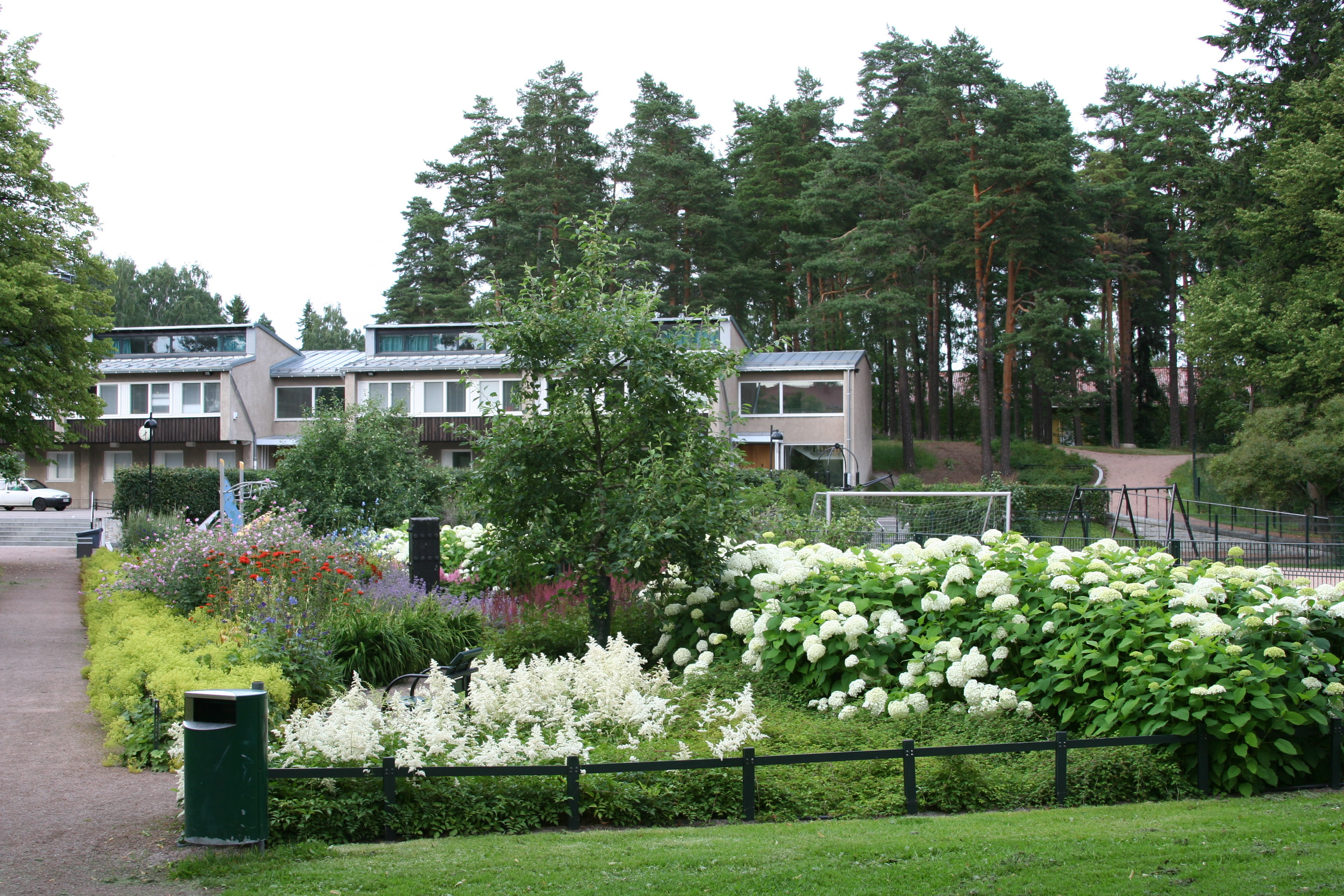
L'école située derrière le parc est l'école primaire de Käpylä. Du côté droit de l'école, il y a un passage pour le bois de pins.

Le parc est divisé en plusieurs parties. Dans le coin nord-est se trouve une colline plantée de pins. Dans le coin sud-ouest, il y a une grande pelouse, principalement à la jonction de Pohjolankatu et de Kullervonkatu.
Au sud de l'école se trouve un terrain de jeu et au sud-est les terrains de jeux de balle construits dans les années 1960, qui ont été réduits lors de la rénovation. Entre la pelouse et les terrains de balle, il y a une zone qui donne au parc une apparence de jardin.